# کارل آوگوست فن هاردنبرگ
کارل آوگوست فن هاردنبرگ (آلمانی: Karl August von Hardenberg؛ ۳۱ مهٔ ۱۷۵۰ – ۲۶ نوامبر ۱۸۲۲) یک وزیر (دولت)، و دیپلمات اهل آلمان بود. 
وی همچنین برنده جوایزی همچون مدرک افتخاری شده است.